# Azerbejdżan na zimowych igrzyskach olimpijskich
Reprezentanci Azerbejdżanu występują na zimowych igrzyskach olimpijskich od 1998 roku. Od tej pory startowali na wszystkich igrzyskach.

## Klasyfikacja medalowa
| Miejsce        |   |   |   | Razem |
| -------------- | - | - | - | ----- |
| 1998 Nagano    | 0 | 0 | 0 | 0     |
| 2002 S.L.C.    | 0 | 0 | 0 | 0     |
| 2006 Turyn     | 0 | 0 | 0 | 0     |
| 2010 Vancouver | 0 | 0 | 0 | 0     |

## Medaliści zimowych igrzysk olimpijskich z Azerbejdżanu

### Złote medale
Brak

### Srebrne medale
Brak

### Brązowe medale
Brak